# Савурские
Савурские (пол. Sawurski) — дворянский род.
Определениями Правительствующего Сената, по Департаменту Герольдии, 4 Апреля 1883, 20 Января 1886 и 10 Февраля 1892 годов, Инженер Генерал-Майор Александр Александрович Савурский (1827—1912) и сыновья его: Александр, родившийся 16 Сентября 1878 года, Александр же, родившийся 30 Апреля 1880 года и Борис, родившийся 6 Октября 1888 года, признаны в потомственном Дворянстве, с правом на внесение во вторую часть Дворянской родословной книги, по заслугам первого из них.

## Описание герба
В золотом щите чёрный одноглавый с приподнятыми крыльями орёл, с червлёными глазами и языком, держащий в правой лапе чёрный меч, а в левой чёрный страстной крест. На его груди серебряный мальтийский крест.
Щит увенчан дворянским коронованным шлемом. Нашлемник: пять страусовых перьев: среднее и крайние — золотые, второе и четвёртое — чёрные. Намёт: чёрный с золотом. Девиз: «С НАМИ ВЕРА, ЧЕСТЬ И ВЕРНОСТЬ» чёрными буквами на золотой ленте.